# Джордж Едуард Массі
Джордж Едуард Массі (англ. George Edward Massee; 1850–1917) — англійський міколог, ліхенолог, ботанік. Поряд з Майлзом Берклі і Мордехаєм Куком вважається одним з провідних мікологів Англії XIX століття.

## Біографія
Джордж Едуард Массі народився 20 грудня 1850 року в селі Скемпстон у східному Йоркширі. Навчався у школі у Йоркширі, працював на батьківській фермі. У дитинстві Массі зацікавився ботанікою та вищими грибами, став створювати барвисті малюнки. Потім Массі навчався у Йоркській школі живопису, отримав медаль за свої барвисті малюнки диких квітів.
Першу журнальну публікацію написав у 1867 році у віці 16 років. Вона була видана в журналі Intellectual Observer і була присвячена дятлам Великої Британії (вона так і називалася British Woodpeckers). Потім він деякий час навчався в коледжі Даунінг у Кембриджському університеті, проте залишив його, не отримавши жодного вченого ступеня.
За підтримки родича матері, ботаніка Річарда Спрюса (1817—1893), Массі вирушив до Південної та Центральної Америки для збору орхідей. Він приплив у місто Кіто, потім вирушив угору річкою Напо. Протягом трьох тижнів Массі хворів на дизентерію, проте його вилікувала індіанка. Потім Массі повернувся до Європи .
Массі був членом Французького Іноземного легіону під час Франко-прусської війни, проте в активних бойових діях не брав участі. Массі, єдиний син у сім'ї, знову почав працювати на фермі. Після смерті батька Массі з матір'ю переїхали до Скарборо, де він викладав ботаніку, вивчав геологію.
Массі познайомився з Мордехаєм Куком, який згодом використовував багато його малюнків у книзі Illustrations. Перша публікація Массі, присвячена грибам, була видана в 1880 в журналі Science Gossip. Потім він був призначений лектором з еволюції та ботаніки в Лондонському Ліннеївському товаристві. Массі працював у гербарії Ботанічних садів К'ю. Після відставки Кука Джордж став асистентом з таємношлюбних рослин в Садах.
З 1892 по 1894 рік Массі був головним редактором журналу Grevillea, після чого він перестав випускатися. У 1896 році його було обрано першим президентом Британського мікологічного товариства. У 1911 та 1913 роках було видано книги Массі, ілюстрації до яких були створені його дочкою, Айві Массі. У 1915 році Массі пішов на пенсію і переїхав до Севеноукса.
Джордж Едуард Массі помер 16 грудня 1917 року в Севеноуксі.

## Пологи та деякі види грибів, названі на честь Массі
- Masseea
- Masseeëlla
- Masseeola Kuntze, 1891 [syn.  Sparassis]
- Cortinarius masseei
- Entoloma masseei
- Marasmius masseei
- Sporisorium masseeanum
- Trichosporum masseei Sacc. & Trotter(інші мови), 1913 [syn.  Gliomastix masseei(інші мови)]